# Battletoads
Battletoads — видеоигра, разработанная компанией Rare. Это первая часть серии Battletoads, которая была издана 1 июня 1991 года для приставки Nintendo Entertainment System. Позднее игра была портирована на приставки Mega Drive, Game Gear и Amiga CD32, и с некоторыми изменениями переиздана в 1993 году на Game Boy под названием Battletoads in Ragnarok's World. В игре три космические гуманоидные жабы формируют группу под названием «Боевые жабы». Две «Боевые жабы», Рэш и Зитц, отправляются на миссию по спасению своих похищённых друзей от Темной Королевы — Пимпла и Принцессы Анжелики.
Игра была разработана как ответ на популярность серии Teenage Mutant Ninja Turtles. Она собрала в основном положительные отзывы от критиков, которые хвалили её графику и разнообразие в игровом процессе. Однако, множество обозревателей подвергло критике уровень сложности. Игра собрала шесть наград с награждения Nintendo Power Awards 1991 года, и считается одной из самых сложных видеоигр, когда-либо созданных. За чрезмерную сложность к игре часто применяют термин Nintendo hard. Переиздание игры было включено в сборник Rare Replay, вышедший в 2015 году на приставке Xbox One.

## Игровой процесс

Печально известный «Турботоннель» (версия для Mega Drive), уровень, на котором происходит первый скачок по сложности, и на котором застревает большинство игроков.

Игра является платформером в жанре beat 'em up с элементами гонок и скалолазания. Игроки начинают игру с тремя жизнями, которые восполняются после выбора продолжения при каждом проигрыше. В игре нет ни системы сохранений, ни системы паролей. Несмотря на то что уровни Battletoads заметно различаются по стилю игрового процесса, игру относят к жанру beat 'em up, когда игроки продвигаются по уровням путём избиения большого количества противников и избегания препятствий. Игроки могут наносить противнику повышенный урон, нанося удары увеличенными кулаками или ботинками.
Уровни в игре разделены на несколько типов. Часть уровней проходит в изометрической перспективе с прокруткой, и ещё часть проходит с движением по вертикали без изометрии, что позволяет игровым персонажам приседать. Несколько уровней в игре проходит в виде гонки с препятствиями, где игроки должны уклоняться от ряда препятствий, скорость которых возрастает по мере продвижения по уровню. Остальные уровни включают в себя спуск на верёвках в шахту, заплыв под водой, бег на уницикле от преследования в лабиринте, и спуск на скорость через большое количество платформ до самого низа башни до того как противник сделает это раньше. На четырёх уровнях спрятаны «мега порталы», которые при их достижении перекидывают игрока на два уровня вперёд.

## Сюжет
Профессор Т. Бёрд и три боевые жабы, Рэш, Зитц и Пимпл сопровождают принцессу Анжелику на её родную планету на своем космическом корабле «Стервятник». Пимпл и Анжелика решают совершить неторопливую прогулку на летающей машине Пимпла. Однако Темная Королева устраивает засаду и захватывает их своим кораблём, «Гаргантюа». Пимпл посылает сигнал бедствия на «Стервятник» и предупреждает профессора Т. Бёрда, Рэша и Зитца о том, что он сам и Анжелика схвачены. Узнав о том, что «Гаргантюа» скрывается под поверхностью ближайшей планеты, названной «Мир Рагнарёка», профессор Т. Бёрд отправляет Рэша и Зитца на их спасение.
Жабы между уровнями получают брифинги от профессора Т. Бёрда и издевательские комментарии от Темной Королевы. Во время прохождения двенадцати уровней игры Боевые жабы сталкиваются с миньонами Королевы — Большим Блэгом, Робо-Манусом, Базз Боллом и Майором Слотером в качестве боссов — и в конечном счете встречают саму Темную Королеву на верхушке Темной Башни. После победы над Королевой она заявляет что это не конец, закручивается в вихрь и улетает в космос, «отступив в тёмные края галактики для восстановления её потерь». Со спасением Пимпла и принцессы Анжелики четвёрка возвращается на «Стервятник» и игра заканчивается.

## Разработка
Это был типичный пример того как Rare смотрела на то, что было популярным, и потом показывала наше видение этого.
Игра была разработана компанией Rare и издана Tradewest. Основатели Rare, братья Стэмперы, создали серию в ответ на высокую популярность серии игр Teenage Mutant Ninja Turtles в начале 1990-х годов. Для того чтобы добавить контраст по сравнению с популярной франшизой про черепах и остальными играми жанра beat 'em up, разработчики Rare добавили дополнительные механики в игру чтобы сильнее отделить от жанра, такие как гоночные этапы и уровни где нужно подниматься в высоту. Согласно Кеву Бэйлиссу, художнику Rare, персонажи серии Battletoads были задуманы с целью «производства мерчендайза» в массовых масштабах, в том же духе что и фильм «Бэтмен» Тима Бертона.
Игра претерпела изменения на ранних стадиях разработки, и в один момент называлась Amphibianz. Бэйлисс изначально продумывал Battletoads в виде игры с диснеевской тематикой, однако, поскольку со временем игра становилась более выразительной, он переработал её чтобы «смягчить» насилие и ограничить использование оружия в игре, в то же время создавая ощущение уникальности персонажей. Грегг Мэйлс в 2018 году в ретроспективном интервью по играм Rare рассказал журналу Retro Gamer что разработчики не планировали делать игру настолько сложной, и что во время разработки подгоняли уровень сложности под себя. По его признанию, при попытке перепройти игру из сборника Rare Replay, он не смог пройти Турботоннель.

## Издание
Из-за очень высокой сложности игры в версии для NES, все последующие порты предпринимали различные меры чтобы смягчить ее, пытаясь сделать игру более доступной для казуальных игроков. Это привело к тому, что некоторые из наиболее сложных уровней были изменены, а некоторые из них были полностью удалены в определённых версиях. Спустя несколько месяцев после издания игры в июне 1991 года в Северной Америке на приставке NES, в Японии была издана локализация игры, которая распространялась компанией NCS. В данном выпуске в игровом процессе было сделано несколько изменений, что сделало игру незначительно легче.
В 1992 году игра была портирована компанией Mindscape на домашние компьютеры марки Amiga. 13 июля 1993 года компания Arc System Works издала игру на приставках Mega Drive и Game Gear. Директор европейского отделения Virgin Interactive, Тим Чейни, купил права на Battletoads у Tradewest после того как игра получила популярность в США, и запланировал издание на Master System в 1993 году, однако оно так и не вышло. В 1994 году Mindscape перенесла игру на Amiga CD32 и запланировала порты на MS-DOS и Atari ST, но они не были изданы. Версия Battletoads для Mega Drive отличалась от версии для NES меньшим уровнем сложности и улучшенной графикой. Порт для Game Gear получил упрощенную графику, и из него убрали три уровня и режим игры вдвоём.
На E3 2015 было анонсировано, что версия игры для NES войдет в состав сборника Rare Replay для Xbox One, в который вошли тридцать классических игр компании Rare. Собрание Rare Replay было издано 4 августа 2015 года, и в состав вошло исправление ошибки программирования, из-за которой на одиннадцатом уровне второй игрок не мог управлять своим персонажем.

## Отзывы
| Сводный рейтинг               | Сводный рейтинг          |
| Агрегатор                     | Оценка                   |
| ----------------------------- | ------------------------ |
| GameRankings                  | 72,50 %                  |
| Иноязычные издания            |                          |
| Издание                       | Оценка                   |
| Amiga Joker                   | 22 % (Amiga) 19 % (CD32) |
| Amiga Power                   | 9 % (Amiga)              |
| AllGame                       | (NES)                    |
| CVG                           | 91 % (NES)               |
| Power Play                    | 83 % (Mega Drive)        |
| Mean Machines                 | 93 % (NES)               |
| Quebec Gamer                  | 86 % (NES)               |
| Русскоязычные издания         |                          |
| Издание                       | Оценка                   |
| «Коллекция „Крутого Геймера“» | [ 25 ]                   |

Игра получила в основном положительные отзывы от обозревателей, а версия для Mega Drive получила на сайте GameRankings средний балл в 72,50 %. Обозреватели журнала Mean Machines похвалили графику, а один из них отметил что катсцены в мультяшном стиле добавляют игре «величия». Другой обозреватель подвёл итог, что графика была красочной и хорошо анимированной, однако он счёл спрайты «слишком маленькими». Фрэнк О’Коннор из Computer and Video Games счёл, что графика является лучшим аспектом игры, написав что она «насыщена» цветом, прокрутка плавная а анимация «юмористическая». Пол Рэнд, другой рецензент CVG, похвалил графику и общий вид игры, отметив их «отличное» качество. Брайан Лажойе из Quebec Gamer похвалил графику, и заявил что игра является одной из самых графически продвинутых игр для NES, в частности по качеству анимации. Шон Сакенхайм из AllGame в ретроспективном обзоре версии для Mega Drive заявил, что Battletoads была «графическим скачком» для NES, но в то же время версия для Mega Drive является «устаревшей».
О’Коннор похвалил игровой процесс, отметив, что несмотря на то что он заимствует «стиль и идеи» из других игр, комбинация различных стилей «работает чудесно», и сложна. Рэнд назвал геймплей захватывающим. Обозреватели Mean Machines по-разному отнеслись к игровому процессу, один вначале скептически отнёсся к перспективам «ещё одного платформера на NES», однако он высоко оценил аспект на жанре «избей их всех» в отличие от обычного платформинга. Другой рецензент Mean Machines оценил игровой процесс как быстрый, захватывающий и сложный, подведя итог тем, что разнообразия уровней достаточно чтобы игрок не скучал. Лажойе высказался по поводу игрового процесса что игроку требуется «большое терпение» и много решительности для того чтобы продвигаться по игре. Рич Пелли из Amiga Power очень негативно высказался про порт на Amiga, прокомментировав большое количество графических багов, багов программирования, багов игрового процесса и очень низкое качество музыки, и отметил что и инструкция к игре ужасная.
Отмечалась очень высокая сложность игры. Так, портал GamesRadar написал, что игра лучше всего передаёт смысл термина Nintendo hard; если начало игры было названо «невинным», то «Турботоннель» был описан так: «это, кажется, бесконечная вереница препятствий, требующая точности и расчётов до долей секунды. Количество тренировок и повторений для полного освоения этого раздела астрономическое, и с этого момента игра становиться только сложнее». Cracked также отметил высокую сложность гонок с препятствиями, сказав что для их прохождения нужна выдержка до миллисекунд.
В 2005 году версия игры для NES попала на 98 позицию списка ста лучших игр всех времён по версии сайта IGN.